# Siphlocerus nimius
Siphlocerus nimius är en insektsart som först beskrevs av Walker 1853.  Siphlocerus nimius ingår i släktet Siphlocerus och familjen fjärilsländor. Inga underarter finns listade i Catalogue of Life.